# Kesugihan (Pulung)
Kesugihan is een bestuurslaag in het regentschap Ponorogo van de provincie Oost-Java, Indonesië. Kesugihan telt 2220 inwoners (volkstelling 2010).